# رومن گیرشمن

رومن گیرشمن

رومن گیرشمن (به روسی: Роман Михайлович Гиршман، لاتین: Roman Mikhailovich Ghirshman) (زادهٔ ۳ اکتبر ۱۸۹۵ – درگذشتهٔ ۵ سپتامبر ۱۹۷۹) (۱۲۷۴ تا ۱۳۵۸) باستان‌شناس اوکراینی‌تبار فرانسوی بود که در تمدن ایران باستان تخصص داشت. او نزدیک به سی سال از زندگی حرفه‌ای‌اش را صرف کاوش در محوطه‌های باستانی ایران و افغانستان کرد.

## زندگی‌نامه

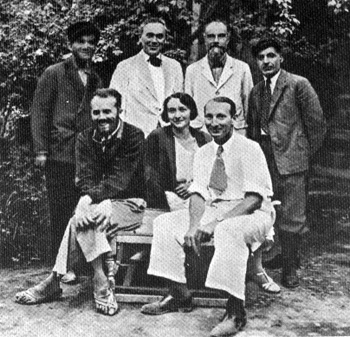
تیم گیرشمن، نشسته از راست به چپ: رومن گیرشمن، تانیا گیرشمن و کوننتنو.

گیرشمن در خارکیف اوکراین در خانواده‌ای یهودی به دنیا آمد. به سال ۱۹۱۷ به پاریس نقل مکان کرد تا باستان‌شناسی و زبان‌های باستانی را فراگیرد، تحصیلاتش را در دانشگاه سوربن، مدرسه تحصیلات عالیه و مدرسه عالیه لوور به پایان رسانید. نخستین کار تجربی او زمانی بود که همراه با یک هیئت باستان‌شناسی فرانسوی به تلو واقع در عراق رفت (۱۹۳۰). وی بیشتر به آثار باستانی ایران علاقه‌مند بود، در سالهای بعد، در راس هیئتی همراه با همسرش، تانیا گیرشمن به ایران آمد و به حفاریهایی در تپه جمشیدیه حبیبوند گندمبان، تپه گیان نهاوند، زرامین سفلی، لرستان، اسدآباد، تپه سیلک کاشان، بگرام (افغانستان)، بیشاپور و شوش پرداخت.
گیرشمن از سال ۱۹۴۱ تا ۱۹۴۲، مدیر هیئت باستان‌شناسی فرانسه در افغانستان بود. هم‌چنین عضو «فرهنگستان کتیبه‌ها و زبان‌های باستانی» (Académie des Inscriptions et Belles-Lettres) نیز بود.
وی در ۱۹۴۹ سفری به کوه‌های سخت‌گذر ناحیه بختیاری داشت و برای نخستین بار در ایران موفق به کشف غاری گردید که مسکن انسان‌های عصر نوسنگی بود.
مطالعات وی در چغازنبیل در ۴ جلد چاپ شده‌است. همچنین وی گروه کاوش در جزیره خارگ، ایوان کرخه، و آثار پارت‌ها در مسجد سلیمان خوزستان را سرپرستی کرد.

## نوشته‌ها
گیرشمن آثار زیادی در زمینه باستان‌شناسی، تاریخ، کتیبه‌ها و سکه‌های ایرانی و افغانستان از خود به یادگار گذاشت و بارها از سوی انجمن‌های گوناگون از او به خاطر خدمت به فرهنگ‌ها تجلیل به عمل آمد. با ۳۰۰ یادداشت و ۲۰ کتاب منتشر شده، گیرشمن پربارترین و مورد توجه‌ترین کارشناس دربارهٔ ایران باستان بود. برخی از پژوهش‌های وی دربارهٔ شوش هنوز منتشر نشده، اما راهنمای باستان‌شناسان دیگر مانند هنری گش (Henri Gashe) در مطالعات باستان‌شناسی در دهه‌های ۱۹۶۰ و ۱۹۷۰ در ایران بوده‌است. کتاب کاوش های تپه گیان نوشته رومن گیرشمن، ژرژ کنتنو و هنری ویکتور وولیس در سال ۱۴۰۰ خورشیدی به کوشش مرتضی کیانی، و توسط میلاد سهرابی پیله رودی ترجمه و منتشر شده است.
از مهم‌ترین آثارش کتاب ایران از آغاز تا اسلام است که در ایران توسط دکتر محمد معین ترجمه شد و در سال ۱۳۳۶ خورشیدی اولین جلد آن چاپ شد.